# Andrieu d’Humières
Andrieu d'Humières dit Dreu et aussi Drieu († 21 novembre 1458 dans le Hainaut) était un militaire au service du duc de Bourgogne. Il fut admis dans l'Ordre de la Toison d'Or en 1445.

## Biographie
Andrieu d'Humières était le fils aîné de Dreu d'Humières et d'Isabelle de Willerval. Il était seigneur d'Humières, de Bugnicourt et de Bouzincourt.
En 1428, il est encore enregistré comme écuyer, et en 1429 comme lieutenant à Meaux et gouverneur de Melun. En 1430, il fut fait chevalier au siège de Compiègne. En 1432, il fut capturé par la garnison de Creil avec Jean Bâtard de Saint-Pol ; Il a ensuite été libéré après avoir payé une rançon élevée.
En 1436, il participe au siège de Calais et en 1438, il commande une unité lors de la prise de la ville de Luxembourg. La même année, il hérite de Jeanne d'Espagny, Dame du Quesnoy.
En 1445, il fut admis dans l'Ordre de la Toison d'Or. Ses dernières missions militaires eurent probablement lieu le 15 avril 1452 contre les citoyens rebelles de Gand et plus tard la même année dans la garde du corps du duc de Bourgogne à la bataille de Rupelmonde.
Andrieu d'Humières décède le 21 novembre 1458 dans le Hainaut et est inhumé à Humières.

## Mariage et descendance
Andrieu d'Humières épousa Jenne de Nédonchel, fille héritière de Gilles IV, seigneur de Nédonchel, et de Marie de La Clyte dite de Comines († après 1462). De cette union naquirent :
- Jean; chanoine en 1458 à Liège, attesté en 1483
- Philippe II, 1462-1500 attesté, seigneur d'Humiéres etc.; ⚭ 1460 Blanche de Falvy, Dame de Ribécourt et de Lassigny (en partie)
- Dreu, 1463-1495 attesté, seigneur de Becquincourt
- Jeanne ; ⚭ Enguerrand de Créquy, seigneur de Vaubercourt, † avant 1480

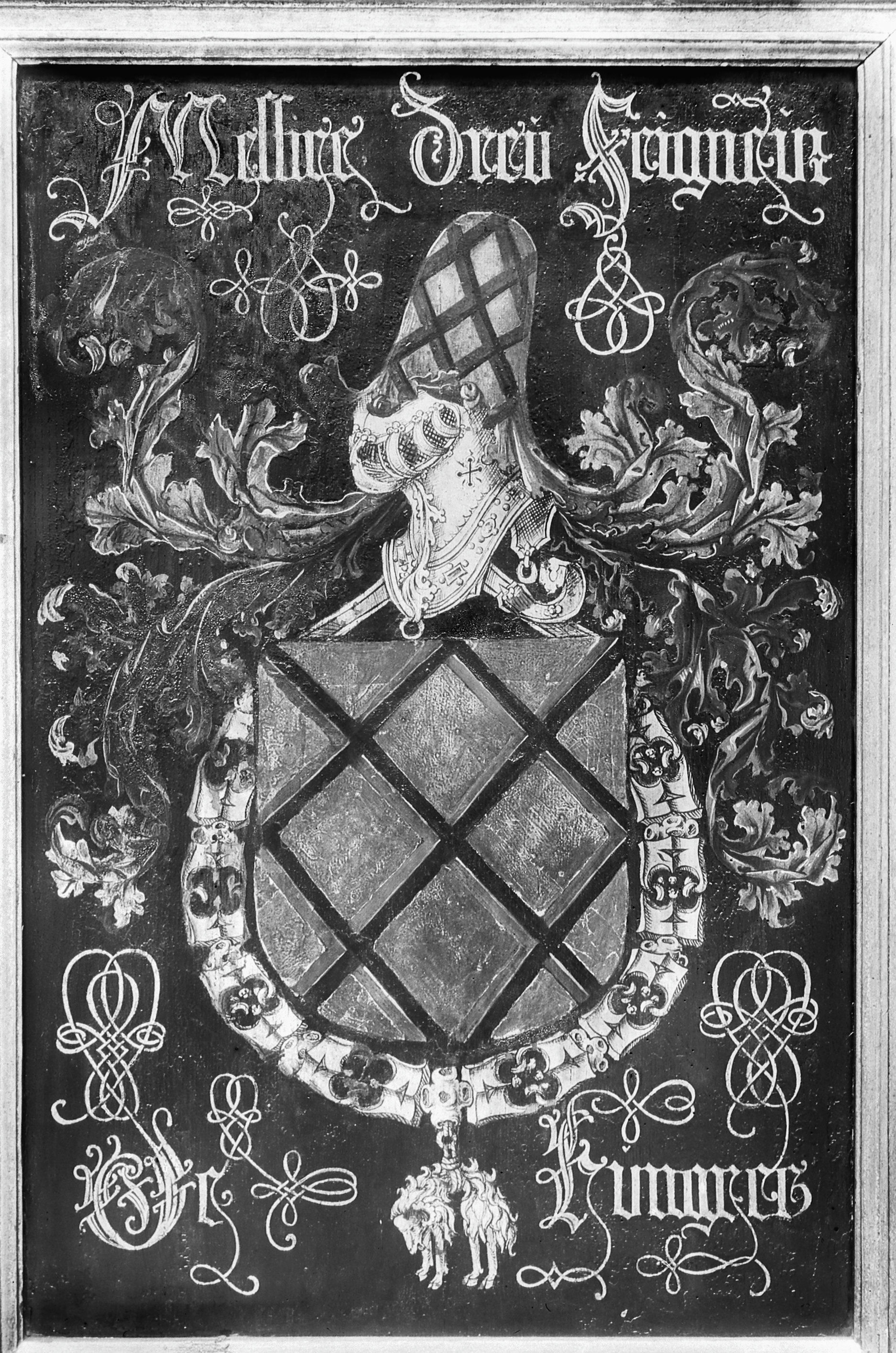
Eglise Saint-Jacques - Intérieur du chœur, armoiries des chevaliers de la Toison d'Or

## Sources
- Père Anselme, Histoire généalogique et chronologique de la Maison Royale de France… 3. Ausgabe, Tome 8 (1733), p. 277f.
- Raphael de Smedt (Hrsg.), Les chevaliers de l’ordre de la Toison d’or au XVe siècle. Notices bio-bibliographiques. (Kieler Werkstücke, D 3) Verlag Peter Lang, Frankfurt am Main 2000,  (ISBN 3-631-36017-7), n°46.
- Etienne Patou, Maison d’Humières (Lire en ligne au format pdf)